# デバンカー
デバンカー（英: Debunker）とは、虚偽、誇張、見せかけと思われる主張を暴露したり、信用を失墜させたりする個人や組織のことである 。この用語は、未確認飛行物体、超常現象、暗号、陰謀論、代替医療、宗教、科学または疑似科学研究の探求または周辺領域など、論争の的となるトピックに対する懐疑的な調査と関連付けられることが多い。
メリアム＝ウェブスターのオンライン辞書によると、"debunk "とは次のように定義されている：「見せかけや偽りを暴露すること。」
新オックスフォード米語辞典は、"debunk "を「（神話、思想、信念などの）虚偽や空虚さを暴露する」と定義している。
デバンカーが注意を怠ると、そのコミュニケーションは逆効果になり、聴衆の神話に対する長期的な信仰を高めることになりかねない。逆効果は、メッセージが否定的なケースに時間をかけすぎたり、複雑すぎたり、メッセージが脅迫的であったりする場合に起こりうる。

## 語源
アメリカン・ヘリテージ・ディクショナリーは、"bunk"（名詞）、"debunk"（動詞）、"debunker"（名詞）がアメリカ英語になったのは1923年であり、"bunkum"（1828年）が最初の使用として記録されている。 第16回合衆国議会（1819～1821年）でノースカロライナ州選出の下院議員フェリックス・ウォーカー（Felix Walker）が行った「ノースカロライナ州バンコム郡のための演説」が不評だったことに関連しているらしい。
"debunk"という言葉は、アメリカのジャーナリストで大衆史家のウィリアム・ウッドワード（William Woodward、1874〜1950）が1923年に発表した小説『Bunk』に由来する。
"debunkery" という用語は、科学的妥当性に関する議論に限らず、政治的敵対者のような反対意見を信用させまいとする、より一般的な意味でも使われる。

## 注目すべきデバンカー

### 古代
- キケロは紀元前44年の哲学書『占い論』（De Divinatione）で占いを暴露した。
- セクストス・エンペイリコスは占星術師や独断的な哲学者の主張を暴露した（紀元前160年頃）。
- ルキアノスは、当時ローマ帝国で広く流行していたグリコン教団を率いていたアボノテイコスの神秘主義者・神託者アレクサンダー（紀元前105年頃～紀元前170年頃）に対して、『偽預言者アレクサンダー』という本を書いた。彼は、アレクサンダーの奇跡はトリックであり、グリコン神が精巧な操り人形のように見えたと述べている。ルキアヌスはまた、アレクサンダーが自分自身を含む批評家たちを黙らせるために、批評家たちに対して暴力をふるったと描写している。

### 近代
- ステファン・バレットはQuackwatchを設立し、偽医療について執筆している。
- ドロシー・ディートリッヒはプロのマジシャンであり、フーディーニの専門家であり歴史家でもある。ペンシルベニア州スクラントンにあるフーディーニ博物館の創設者[7][8]。
- アダム・コノヴァーは、いくつかの誤解を覆すテレビシリーズ『Adam Ruins Everything』を主催している[9]。
- ブライアン・ダニングはポッドキャスト『Skeptoid』をプロデュースしている[10][11]。
- スタントン・フリードマンは、UFOと思われる事例と、他のUFO事例に関する論証の試みの両方を暴露した[12]。
- マーティン・ガードナーは数学と科学のライターで、雑誌記事や著書で超心理学を大々的に論破した[13]。
- スーザン・ガービックは、ウィキペディアの懐疑的なコンテンツを改善することを使命とするGuerrilla Skepticism on Wikipediaの創設者でありリーダーである[14][15]。彼女は、シルヴィア・ブラウン、チップ・コフィー、タイラー・ヘンリー、トーマス・ジョンといった有名な霊能力者を暴露することに懐疑的な活動を集中してきた。[16][17][18]
- ハリー・フーディーニは霊能者を暴露した[13]
- レイ・ハイマンは、超心理学の研究を否定したことで知られる心理学者である。[13]。
- フィリップ・クラスはUFOの懐疑的調査の分野におけるパイオニアである[13]。
- キャプテン ディスリュージョンとして知られるアラン・メリクジャニアンは、インターネット上のバイラル・ビデオやデマのデバンカーであり、通常、それらを分解し、錯覚を作り出すために使用されるポストプロダクション技術やソフトウェアを説明する[19]。
- ドナルド・メンゼルは、UFOを否定するフィリップ・クラスの前任者である[要出典][citation needed]
- ジョー・ニッケルは『Skeptical Inquirer』誌に定期的に寄稿している[13]。
- ペン＆テラーは、マジックのトリックやイリュージョンを解明するエンターテイメント・チームである。彼らはまた、彼らの番組『Penn & Teller: Bullshit!』で、一般に信じられている他の多くの側面を論破してきた。
- フィル・プレイトは天文学者、サイエンスライターで、宇宙や天文学に関する疑似科学との戦いを専門としている。Badastronomy.comを設立し、天文学や宇宙科学に関する一般人の誤解に対抗するため、これらのテーマに関連する疑似科学的理論を批判的に分析している[20][21][22]。
- バサヴァ・プレマナンドはインドCSICOPとインド合理主義協会連盟を設立した、[23] は様々なインドの「god men」（ファキール、サドゥー、スワミ、グル、faith healers）を暴露している。[24][25][26] and was known for being the most fierce critic of Sathya Sai Baba and his frauds.[24]
- ジェームズ・ランディ は、超能力を持つと主張する信仰ヒーラーや「サイキック」などを暴露した[13]。
- カール・セーガンはベティとバーニー・ヒルの誘拐事件などの接近遭遇とされる事件や、イマニュエル・ヴェリコフスキーの「衝突する宇宙」ような疑似科学を否定した著名な天文学者である[13]。
- リチャード・サンダースはオーストラリア・スケプティクス（Australian Skeptics）の前会長で、Skeptic Zoneポッドキャストのホスト、科学活動家、懐疑的探究委員会フェロー。フェロー。[27]
- マイケル・シャーマー 非営利団体スケプティクス・ソサエティの創設者であり、同団体の雑誌『スケプティック』の編集長[13]。
- ブリット・マリー・エルメスは、かつて自然療法家として活動していたこともあり、自然療法を否定する著名な論客である。[28]
- ベンジャミン・ラドフォードはアメリカの作家、調査官、懐疑論者で、20冊以上の著書を執筆、共著、寄稿し、都市伝説、説明のつかない謎、超常現象などのトピックを論破する記事やコラムを1000本以上書いている。[29][30]
- フィル・メイソンは科学者であり、「Thunderf00t」（「VoiceofThunder」とも）というペンネームを持つYouTuberである。彼は様々な蛇油商人や特定の製品の資金調達キャンペーンを暴露し、基本的な科学的理解、例えば熱力学の法則を用いて、宣伝されているものが単に意味がなく、約束されたものを提供できないことを示す。宗教、疑似科学、創造論、ハイパーループ、ソーラー・ロードウェイズなどを批判することで知られている。

## 注目すべき団体
- サイコップ
- The Skeptics Society
- The MythBusters, a program on the Discovery Channel. Two former special effects technicians, Jamie Hyneman and Adam Savage, test the validity of urban legends.
- The National Institute of Standards and Technology debunked the World Trade Center controlled demolition conspiracy theories.
- Popular Mechanics has released several publications also debunking 9/11 conspiracy theories, in particular those mentioned in Loose Change.
- Snopes debunks or validates urban legends.
- Quackwatch
- James Randi Educational Foundation
- American Council on Science and Health

## バックファイア効果

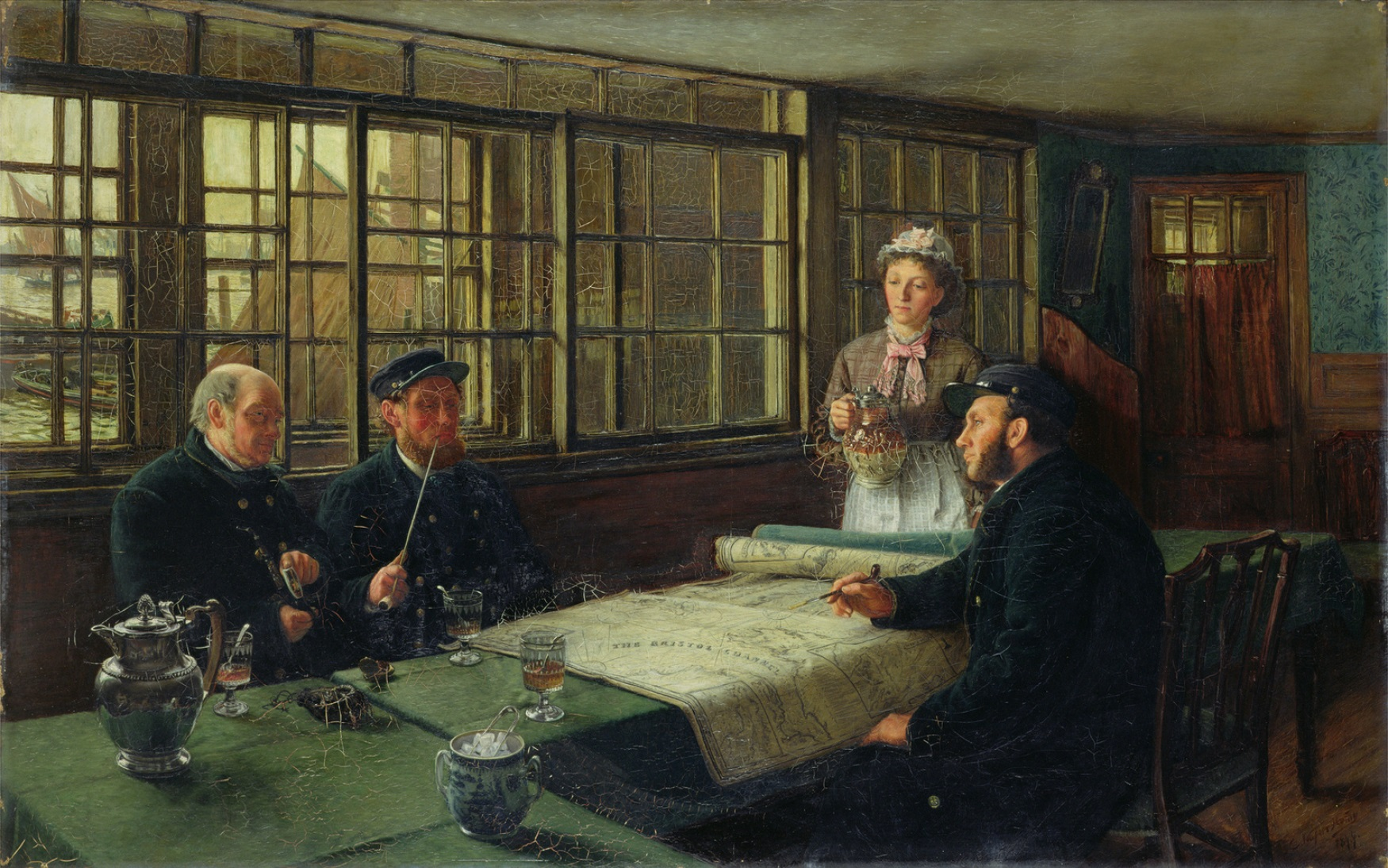
The authors of the Debunking Handbook warn that a failed debunking can actually worsen misconceptions. They recommend simple, positive, and emotionally sensitive education (e.g., bolstering the learner's ego, or avoiding threatening words).

オーストラリアのステファン・ルヴァンドフスキー（ Stephan Lewandowsky） と、クイーンズランド大学地球変動研究所気候コミュニケーション・フェローのジョン・クック（John Cook、Skeptical Scienceの著者） は、『Debunking Handbook』 を共同執筆し、その中で、暴露する努力が裏目に出る可能性があると警告している。バックファイア効果とは、サイエンスコミュニケーターが誤った信念を正そうとするあまり、誤ってその信念を強化してしまうことである。
クックとルヴァンドフスキーは、さまざまな心理学的研究で述べられているように、バックファイア効果に対する可能な解決策を提示している。なぜなら、人は以前に聞いたことのある考えを思い出さずにはいられないからである。「あなたのゴールは、人々が事実に親しみを持つようになることです」と彼らは書いている。 よりシンプルで読みやすいメッセージであれば、より多くの人がそのメッセージを思い出すことを考慮し、より少なく、より明確な論拠を提供することを勧めている。科学的な真実は細部にまで及ぶことがあるため、"Less is more "は特に重要である。写真、グラフ、印象に残るキャッチフレーズはすべて、物事をシンプルに保つのに役立つ。
著者は、デバンカーは誤った信念に立ち向かう前に、何らかの方法で人々の自尊心を高めるよう努めるべきだと書いている （つまり、脅かすような考えは認知的不協和を引き起こす）。 また、否定的な意味を持つ言葉を避けることも望ましい 。概念的なギャップを埋め、そもそもの誤解の原因を説明することが重要である 。著者らは、これらのテクニックが「バックファイア効果」の確率を減らすことができると信じている。
2020年の『Debunking Handbook』では、「バックファイア効果はたまにしか発生せず、発生リスクはかつて考えられていたよりもほとんどの状況で低い」と説明している。著者らは、「誤った情報を否定したり訂正したりすることは、それが逆効果になったり、誤った情報への信頼を高めたりすることを恐れて控えない」よう勧めている。